# Mit Ghamr
Mit Ghamr (in arabo  ميت غمر‎?) è una città dell'Egitto che si trova nella regione del Delta del Nilo. Appartiene al Governatorato di Dakahlia ed è la seconda città del governatorato per popolazione dopo il capoluogo.
Mit Ghamr è situata sulla riva destra del ramo di Damietta del Nilo, che anticamente era noto come ramo Bolbitinico; sul lato opposto del Nilo trova la città di Zifta che appartiene al Governatorato di Gharbiya. Mit Ghamr si trova nel sud del governatorato di Dakahlia, in una posizione alla confluenza di quattro governatorati, Dakahlia a nord, Qaliubia a sud, Sharkia ad est e Al Gharbiya a ovest. Si trova a circa 43 km di distanza da Al Mansurah, a 28 km di distanza da Zagazig, a circa 35 chilometri da Banha e 29 km da Tanta.
Mit Ghamr è un importante centro di produzione dell'alluminio ove si produce oltre il 70% della produzione totale dell'Egitto, in particolare di utensili in alluminio.
Nei paesi che costituiscono il markaz  di Mit Ghamr sono sviluppate varie colture agricole come mais, riso, il grano e il cotone.
Nel paese di Tafahna è inoltre presente una sezione della Università di Al Azhar.
Nella città si trova una grande chiesa copta ortodossa, chiamata chiesa di Marigirgis, l'edificio è uno dei pochi scampati all'incendio del 1920 che distrusse gran parte della città.
A circa 10 chilometri a sud-est dalla città si trova il sito della antica Leontopolis corrisponde alla località moderna di Tell el-Muqdam.